# Jolanda Neff
Jolanda Neff (* 5. Januar 1993 in St. Gallen) ist eine Schweizer Radrennfahrerin. Sie ist dreifache U23-Weltmeisterin im Mountainbike-Cross-Country (2012, 2013, 2014), dreifache Mountainbike-Gesamtweltcup-Siegerin (2014, 2015, 2018), Weltmeisterin im Mountainbike-Marathon (2016) und Cross-Country (2017) sowie Olympiasiegerin im Mountainbike-Cross-Country (2021).

## Werdegang
Jolanda Neff wuchs in Thal auf, heute lebt sie in Goldach im Kanton St. Gallen. Sie wurde durch ihren Vater Markus Neff (Mountainbike-Vize-Weltmeister 1997) schon als Kind dem Mountainbike-Sport nahe gebracht. Er ist auch ihr Trainer. Seit 2018 ist sie mit dem US-amerikanischen Mountainbiker Luca Shaw liiert.

### U23-Weltmeisterin 2012
Im September 2012 wurde Jolanda Neff in Österreich U23-Weltmeisterin im Cross Country und Elite-Vizeweltmeisterin im Eliminator.
In der Saison 2013 startete sie auf der Strasse für das UCI Women’s Team Rabobank. Die mehrfache Schweizer Meisterin wurde durch ihren Vater Markus Neff und Leo van Zeeland betreut. Im August 2013 konnte sie bei der MTB-Weltmeisterschaft in Südafrika ihren Erfolg aus dem Vorjahr wiederholen und wurde erneut U23-Weltmeisterin Cross Country sowie im September Elite-Vizeweltmeisterin im Eliminator.
Im August 2014 konnte sie nach Barbara Blatter (2001) als Erste den Gesamtweltcup wieder für eine Schweizerin entscheiden – mit 21 Jahren als jüngste Gesamtsiegerin in der Geschichte des Mountainbike-Weltcups. Ein vierter Rang im vorletzten Rennen der Saison sicherte ihr in den Vereinigten Staaten diesen Erfolg.
In der Saison 2015 startete Neff für das Stöckli Pro Team. Im Mai wurde sie Vize-Europameisterin Mountainbike-Marathon, und am 31. Mai konnte sie auch das zweite Weltcup-Rennen der laufenden Saison in Albstadt für sich entscheiden. Im Juni nahm sie an den Europaspielen 2015 in Baku teil und konnte im Cross Country die Goldmedaille gewinnen. Bei den Mountainbike-Weltmeisterschaften 2015 startete sie in Andorra erstmals in der Elite-Kategorie.

### Olympische Sommerspiele 2016
Im Mai 2016 konnte sie in Huskvarna ihren EM-Einzeltitel im Cross Country erfolgreich verteidigen. Im Juni wurde sie Weltmeisterin Mountainbike-Marathon.
Bei den Olympischen Spielen belegte sie im Strassenrennen den achten und im Mountainbike den sechsten Rang. Wie bereits 2014 und 2015 war sie auch Ende 2016 auf der UCI-Weltrangliste die Nummer eins im Mountainbiken.
Im australischen Cairns wurde die Rheintalerin im September 2017 Weltmeisterin im Cross-Country.
In der Saison 2018 startete Jolanda Neff als Weltmeisterin für das Kross-Racing-Team. Im Mai wurde sie nach 23:58 min in Albstadt beim UCI Cross-Country Short Track (XCC) MTB World Cup Zweite hinter der Dänin Annika Langvad. Beim letzten Weltcup-Rennen im französischen La Bresse entschied sie den Weltcup-Gesamtsieg mit drei Saisonsiegen für sich.
Im August wurde sie in Glasgow zum dritten Mal Europameisterin im Cross-Country.
Im August 2019 wurde die damals 26-Jährige in Kanada bei den UCI-Mountainbike-Weltmeisterschaften Zweite und damit Vize-Weltmeisterin hinter der Französin Pauline Ferrand-Prévot. Im Dezember verletzte sich Neff bei einem Trainingssturz in den USA schwer.

### Olympische Sommerspiele 2020
Im Mai 2021 qualifizierte sich die 28-Jährige für die auf das Jahr 2021 verschobenen Olympischen Sommerspielen in Tokio. Das Rennen im Cross-Country gewann sie vor zwei anderen Schweizerinnen (Sina Frei und Linda Indergand), was den ersten Schweizer Dreifachsieg bei den Frauen an Olympischen Spielen bedeutete.
Im August 2022 gewann die 29-Jährige im kanadischen Mont Sainte-Anne wieder ein Rennen im Mountainbike-Weltcup.
Jolanda Neff wird im Nationalkader der Schweizer Mountainbikerinnen von Edmund Telser betreut.

## Erfolge

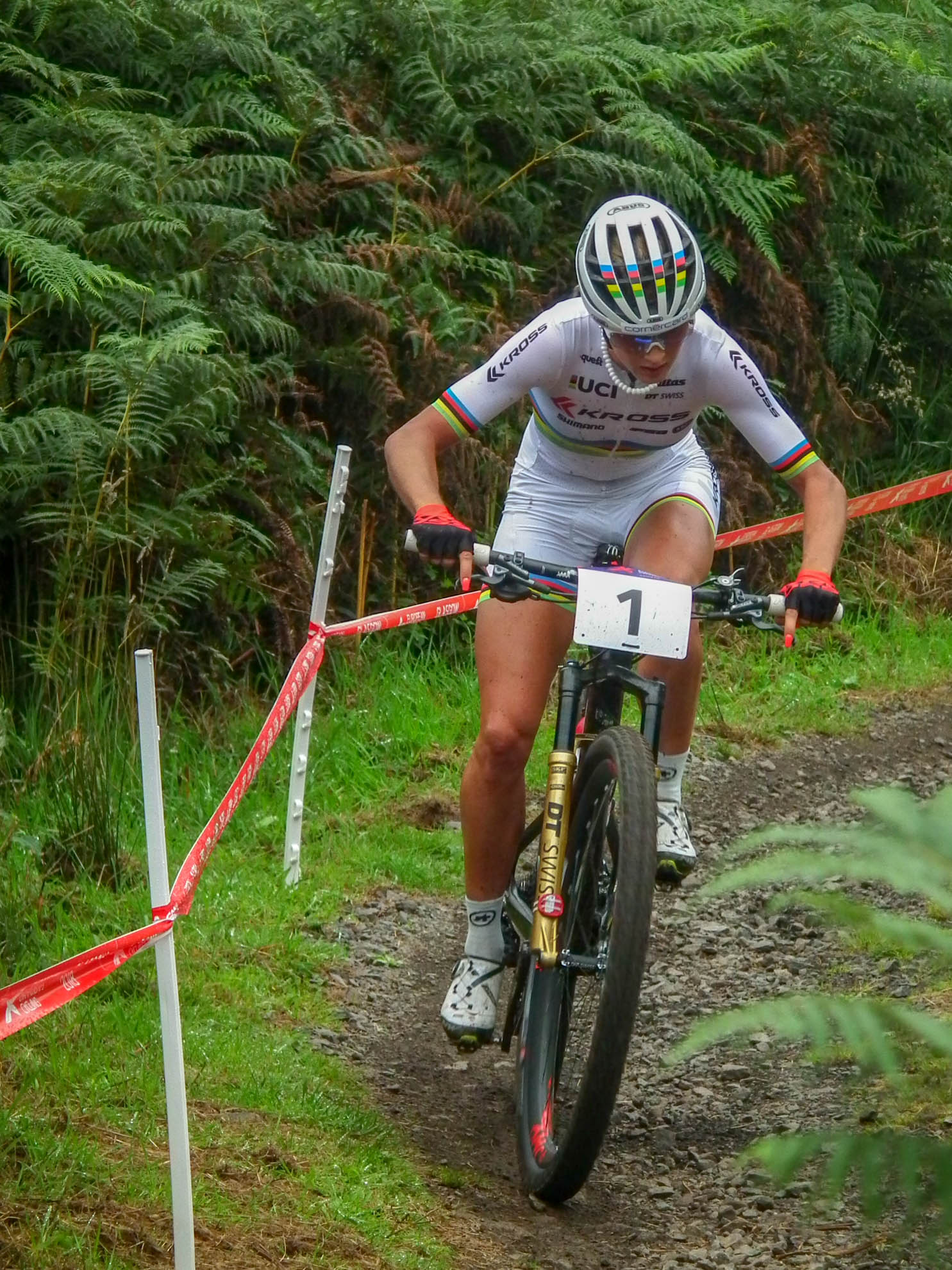
Mountain Bike European Championships 2018 in Glasgow

### Mountainbike
2010
 Schweizer Meisterin (Junioren) – Cross-Country XCO
Weltcup (Junioren) – zwei Siege (XCO)
2011
 Schweizer Meisterin (Junioren) – Cross-Country XCO
 Europameisterin (Junioren) – Cross-Country XCO
Weltcup (Junioren) – drei Siege (XCO)
2012
 Weltmeisterin (U23) – Cross-Country XCO
 Weltmeisterschaften – Eliminator XCE
 Europameisterin (U23) – Cross-Country XCO
 Schweizer Meisterin (U23) – Cross-Country XCO
 Schweizer Meisterin – Eliminator XCE
Weltcup (U23) – drei Siege (XCO)
2013
 Weltmeisterin (U23) – Cross-Country XCO
 Weltmeisterschaften – Eliminator XCE
 Europameisterschaften – Staffel XCR
 Schweizer Meisterin (U23) – Cross-Country XCO
 Schweizer Meisterin – Eliminator XCE
2014
 Weltmeisterin (U23) – Cross-Country XCO
 Weltmeisterschaften – Staffel XCR
 Europameisterschaften (U23) – Cross-Country XCO
 Schweizer Meisterin – Cross-Country XCO
Weltcup – Gesamtwertung und drei Siege (XCO)
2015
 Europameisterin – Cross-Country XCO
 Europameisterschaften – Marathon XCM
 Europaspiele – Cross-Country XCO
Weltcup – Gesamtwertung und drei Siege (XCO)
2016
 Weltmeisterin – Marathon XCM
 Europameisterin – Cross-Country XCO, Staffel XCR
 Schweizer Meisterin – Cross-Country XCO
Weltcup – zwei Siege (XCO)
2017
 Weltmeisterin – Cross-Country XCO, Staffel XCR
 Schweizer Meisterin – Cross-Country XCO
Weltcup – ein Sieg (XCO)
2018
 Weltmeisterin – Staffel XCR
 Europameisterin – Cross-Country XCO
 Schweizer Meisterin – Cross-Country XCO
Weltcup – Gesamtwertung und drei Siege (XCO)
2019
 Weltmeisterin – Staffel XCR
 Weltmeisterschaften – Cross-Country XCO
 Schweizer Meisterin – Cross-Country XCO
 Europameisterin – Cross-Country XCO
Weltcup – zwei Siege (XCC)
2020
 Schweizer Meisterin – Cross-Country XCO
2021
 Olympiasiegerin – Cross-Country XCO
 Schweizer Meisterin – Cross-Country XCO
2022
 Weltmeisterschaften – Cross-Country XCO
 Weltmeisterschaften – Marathon XCM
 Schweizer Meisterin – Shorttrack XCC
Weltcup – zwei Siege (XCC)
Weltcup – ein Sieg (XCO)

### Straße
2015
 Schweizer Meisterin – Straßenrennen
2016
Gesamtwertung, zwei Etappen und Punktwertung Tour de Pologne Women
2018
 Schweizer Meisterin – Straßenrennen
2023
Gesamtwertung, zwei Etappen und Punktwertung Trofeo Ponente in Rosa

### Cyclocross
2018/2019
 Schweizer Meisterin
DVV Trofee – Baal

## Auszeichnungen
- Im Januar 2015 wurde Jolanda Neff zur «Rheintaler Sportlerin des Jahres 2014» gekürt.[17]
- Swiss Cycling Awards, Schweizer Radsportlerin des Jahres 2014,[18] 2015,[19] 2016,[20] 2017 und 2018
- St. Galler Sportlerin des Jahres 2014[21]
- Im Oktober 2014 wurde Jolanda Neff für ihre sportlichen Leistungen bei der Internationalen Sportnacht Davos mit dem «Davoser Kristall» ausgezeichnet.